# Claudio Federici
Claudio Federici (Rome, 7 juli 1975) is een Italiaans voormalig motorcrosser.

## Carrière
Federici werd Europees Kampioen 125cc in 1993 en maakte zijn debuut in het Wereldkampioenschap motorcross 125cc in 1994. Hij eindigde als vijfentwintigste in zijn eerste seizoen. Vanaf 1995 kwam Federici uit voor Yamaha. Hij presteerde regelmatig en wist als zesde het seizoen te beëindigen. Het jaar daarop was hij een van de favorieten voor de titel, maar een blessure zorgde ervoor dat Federici bijna een gans seizoen aan de kant zat. Vanaf 1997 ging hij rijden met Husqvarna. Hij werd derde in het kampioenschap achter twee landgenoten, Alessio Chiodi en Alessandro Puzar. Dat jaar won hij zijn eerste Grand Prix. In 1998 eindigde hij als vierde. Het seizoen 1999 bleek later Federici's beste jaar te worden. Hij kwam opnieuw uit op Yamaha en wist drie Grands Prix te winnen. Hij werd vice-wereldkampioen, na Chiodi. Later dat jaar wist hij samen met Chiodi en Andrea Bartolini de Motorcross der Naties te winnen, de eerste keer ooit voor Italië.
Vanaf 2000 ging Federici in de 250cc-klasse rijden. Hij wist dat jaar één Grand Prix te winnen en sloot het seizoen af op de vijfde plaats. Het jaar daarop wist hij opnieuw één keer te winnen en werd ditmaal vierde. 2002 werd een ware beproeving voor Federici. Voor het seizoen begon geraakte hij geblesseerd aan de knie. Vlak na zijn terugkeer werd bekend dat Federici betrokken was bij een dopingonderzoek en werd geschorst voor de rest van het seizoen. De nasleep van deze gebeurtenissen bleven hem de rest van zijn carrière achtervolgen, vooral de continue verslechterende toestand van zijn knie. Toen hij terugkeerde in het WK, ondertussen in de nieuwe categorie MX1, wist hij zevende te worden. Federici besloot om in 2004 terug te keren naar de MX2. Hij stond driemaal op het podium, maar presteerde veel te onregelmatig. Hij werd elfde in de eindstand. In 2005 kwam hij opnieuw uit in de MX1, maar het ging van kwaad naar erger en Federici werd pas zesentwintigste nadat hij in de tweede helft van het seizoen niet meer in actie kwam. Hij probeerde zijn carrière terug te lanceren in 2006 met Kawasaki, maar ook deze poging bracht geen oplossing. Federici eindigde pas als negenentwintigste. Hij won nog wel de Italiaanse titel, maar kondigde achteraf zijn afscheid van het professionele motorcross aan.
Sinds 2007 leidt Federici een motorcross-school.

## Palmares
- 1999: Winnaar Motorcross der Naties

| 1            | 1995 | Italië           | Castiglione del Lago |
| 2            | 1997 | Slovenië         | Maribor              |
| 3            | 1999 | Groot-Brittannië | Foxhill              |
| 4            | 1999 | Slovenië         | Orehova vas          |
| 5            | 1999 | Kroatië          | Jastrebarsko         |
| 250cc-klasse |      |                  |                      |
| 6            | 2000 | Slowakije        | Lučenec              |
| 7            | 2001 | Zwitserland      | Roggenburg           |